# Blake Clark
Blake Clark (Macon, Georgia; 2 de febrero de 1946) es un actor y cómico estadounidense. Es más conocido por su papel de Chet Hunter en Yo y el Mundo, como Harry en Home Improvement, sus cameos en películas de Adam Sandler y como la voz de Slinky en Toy Story 3 y Toy Story 4, papel que heredó de su amigo Jim Varney.

## Biografía
Clark nació y creció en Macon, Georgia el 2 de febrero de 1946. En 1969 se graduó del LaGrange College con una Licenciatura en Artes Escénicas. Años más tarde se convirtió en un veterano de la Guerra de Vietnam.

## Carrera profesional
Clark es un veterano de la Guerra de Vietnam que sirvió como teniente primero del Ejército de los Estados Unidos con la 5a División de Infantería. 
Ha estado en varias películas de Adam Sandler, incluyendo The Waterboy, Little Nicky, Mr. Deeds, Eight Crazy Nights, 50 First Dates,  I Now Pronounce You Chuck & Larry, Bedtime Stories, Grown Ups, y That's My Boy. También ha aparecido como invitado en varios programas de televisión como Home Improvement, Yo y el Mundo, The Jamie Foxx Show, The Drew Carey Show, Girl Meets World, and Community. También fue Fred el chófer en Remington Steele. A partir de Toy Story 3, Clark ha dado voz a Slinky, en la franquícia de Toy Story, en el lugar de Jim Varney, la voz original de Slinky en las primeras dos películas, que falleció por un cáncer de pulmón el 10 de febrero de 2000. Clark y Varney eran buenos amigos.

## Vida personal
Clark está casado con su mujer Sharon. Tienen dos hijos, uno de ellos, Travis Clark, también es cómico.
Durante su tiempo en el ejército Clark fue un miembro de la 101.ª División Aerotransportada, conocida como los "Screaming Eagles".
Clark era un gran amigo del actor Jim Varney, conocido por interpretar a Ernest P. Worrell y por darle voz al perro Slinky en Toy Story. Cuando Toy Story 3 estaba todavía en producción, Pixar, al enterarse de que Varney había muerto, buscó desesperadamente a alguien que sonara como Varney, y tuvieron la suerte de encontrar a Clark, quien "tenía el espíritu de Slinky".

## Filmografía

### Cine y televisión
- The Greatest American Hero (1981) (TV)
- Remington Steele (1982–1989) (TV)
- M*A*S*H (1983) (TV)
- Hot Flashes (1984) (TV)
- Apt. 2C (1985) (TV)
- Moonlighting (1985) (TV)
- St. Elmo's Fire (1985)
- Newhart (1985–1986) (TV)
- Long Time Gone (1986) (TV)
- The Facts of Life (1986) (TV)
- Gimme a Break! (1987) (TV)
- Women in Prison (1987–1988) (TV)
- It's Garry Shandling's Show (1987–1988) (TV)
- Fast Food (1989)
- Wired (1989)
- Johnny Handsome (1989)
- Midnight Caller (1991) (TV)
- Shakes the Clown (1991)
- Who's the Boss? (1991) (TV)
- Designing Women (1991) (TV)
- The Dark Wind (1991)
- Grave Secrets: The Legacy of Hilltop Drive (1992) (TV)
- Ladybugs (1992)
- Love Potion No. 9 (1992)
- Toys (1992)
- Roseanne (1993) (TV)
- Fatal Instinct (1993)
- Los Picapiedra (1993–1994) (TV)
- Comedy: Coast to Coast (1994) (TV)
- Thea (1994) (TV)
- La máscara (1994)
- Tales from the Crypt (1994) (TV)
- Home Improvement (1994–1999) (TV)
- The Drew Carey Show (1995) (TV)
- Boy Meets World (1995–2000) (TV)
- Alone in the Woods (1996)
- Coach (1996) (TV)
- Nothing to Lose (1997)
- Murphy Brown (1997) (TV)
- Tycus (1998) (V)
- Arliss (1998) (TV)
- The Waterboy (1998)
- Smart Guy (1998) (TV)
- Valerie Flake (1999)
- The Jamie Foxx Show (1999–2000) (TV)
- Critical Mass (2000)
- Intrepid (2000)
- Unsolved Mysteries (2000) (TV)
- Bread and Roses (2000)
- Little Nicky (2000)
- Donut Men (2001)
- Joe Dirt (2001)
- Corky Romano (2001)
- Sabrina, the Teenage Witch (2001) (TV)
- Back by Midnight (2002)
- Mr. Deeds (2002)
- Eight Crazy Nights (2002)
- BachelorMan (2003)
- Lucky (2003) (TV)
- Lost at Home (2003) (TV)
- Intolerable Cruelty (2003)
- 50 First Dates (2004)
- The Ladykillers (2004)
- Cold Case (2004) (TV)
- Todd's Coma (2005) (TV)
- My Name Is Earl (2005) (TV)
- The Benchwarmers (2006)
- I'm Reed Fish (2006)
- Everybody Hates Chris (2006) (TV)
- Car Babes (2006)
- I Now Pronounce You Chuck and Larry (2007)
- Strange Wilderness (2008)
- Leatherheads (2008)
- Wieners (2008)
- Get Smart (2008)
- Bedtime Stories (2008)
- American Cowslip (2009)
- Son of Mourning (2009)
- Toy Story 3 (2010)
- Grown Ups (2010)
- Good Luck Charlie (2010) (TV)
- Community (2010) (TV)
- Fish Hooks (2010)
- Rango (2011)
- Toy Story Toons (2011) (TV)
- Hawaiian Vacation (2011)
- That's My Boy (2012)
- Wander Over Yonder (2014)
- Girl Meets World (2015) (TV)
- Toy Story 4 (2019)

### Videojuegos
| Año  | Título                                | Rol    | Notas          |
| ---- | ------------------------------------- | ------ | -------------- |
| 2010 | Toy Story 3: The Video Game           | Slinky | Voz únicamente |
| 2012 | Kinect Rush: A Disney-Pixar Adventure | Slinky | Voz únicamente |
| 2013 | Disney Infinity                       | Slinky | Voz únicamente |

### Parque temático
| Año  | Título          | Papel  | Notas |
| ---- | --------------- | ------ | ----- |
| 2018 | Slinky Dog Dash | Slinky | Voz   |

## Teatro
| Año  | Título                | Papel  | Notas |
| ---- | --------------------- | ------ | ----- |
| 2008 | Toy Story: El musical | Slinky | Voz   |